# 邵关福
邵关福（1942年10月—2006年），男，生于上海，中华人民共和国外交官，曾任中华人民共和国驻莫桑比克共和国特命全权大使、中华人民共和国驻东帝汶民主共和国特命全权大使，毕业于北京外国语学院。